# インドカイワリ
インドカイワリ（学名：Craterognathus plagiotaenia）はアジ科に属する比較的大型の海水魚である。本種はインド太平洋の熱帯域に広く生息し、生息域は西は南アフリカ、北は日本、南はオーストラリア、東は中央太平洋の島々にまで伸びている。沿岸域と沖合でみられ、ラグーンやサンゴ礁外縁部などに生息し小型の魚類や底生の甲殻類を捕食する。比較的大型の種であり最大で全長50cmに達した記録がある。（2025年2月4日に行われたJGFAでの日本記録審査会にて沖縄県で2024年12月30日に東城崇志氏によって釣り上げられた全長63cmの魚体が公式に認められた）近縁種とは下顎が突き出ていることや、鰓蓋に黒い帯がみられることにより区別することができる。生息域の全域において漁業における重要性は高くないが、トロール漁など様々な漁法によって捕獲される。

## 分類
ヨロイアジ属に分類されていたが、現在は独自のインドカイワリ属に分類されている。本種はオランダの魚類学者ピーター・ブリーカーによって、インドネシアのアンボン島から採集された標本をホロタイプとして1857年に初めて記載された。ブリーカーは本種をCarangoides plagiotaeniaと命名し、ヨロイアジ属(Carangoides)に分類した。ギンガメアジ属(Caranx)に移されたこともあったが、こちらの分類は誤りとされる。以降も3度他の研究者によって再命名されているが、そのいずれも国際動物命名規約に基づき後行シノニムとして無効とされている。種小名のplagiotaeniaはギリシャ語で「斜めの帯」を意味する。

## 形態

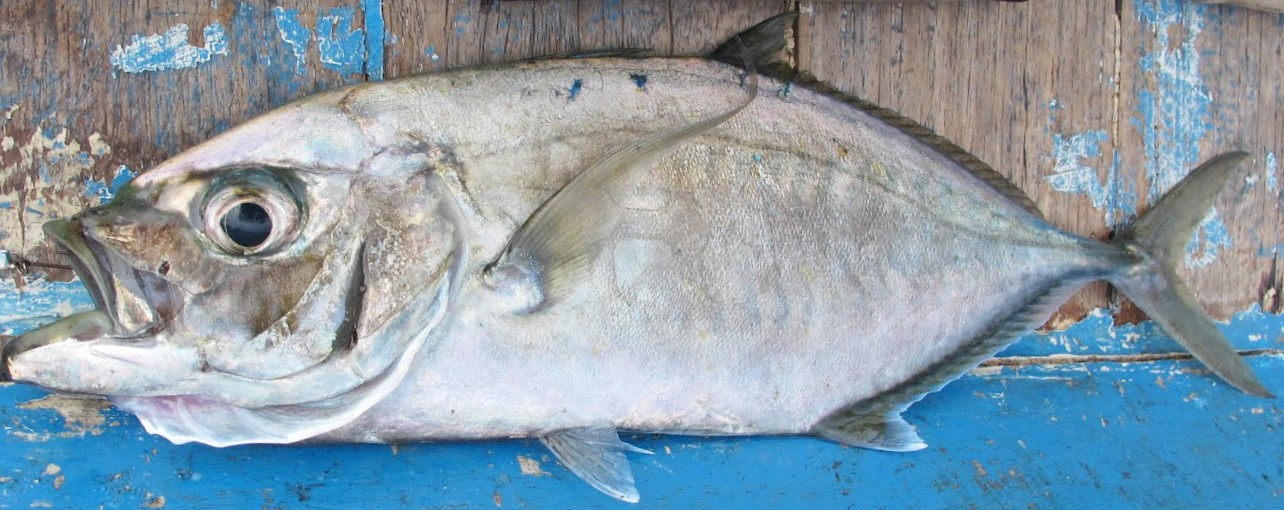
鰓蓋に存在する細い帯が本種の特徴である

インドカイワリは比較的大型の種であり、最大で全長50cmに達したという記録がある。同属他種とは、わずかに突出した下顎と、鰓蓋に入る黒い帯によって容易に区別できる。体型は近縁他種と同様、側偏した楕円形であり、体は上下対称である。しかし、大型の標本では頭部近くで背部がほぼ直線となっている。。背鰭は二つの部分に分かれており、第一背鰭には8本の棘条、第二背鰭には1本の棘条と22本から24本の軟条が存在する。臀鰭には2本の前方に分離した棘条からなる部分と、1本の棘条と18本から20本の軟条からなる部分がある。側線は体の前方でわずかに湾曲し、曲線部は体後方の直線部よりも長くなっている。直線部には20から26の鱗と、それに続いて11から18の稜鱗（アジ亜科に独特の鱗）が存在する。胸部も含め体全体が鱗で覆われる。下顎は大きく、上顎よりもわずかに突出する。両顎には小さな歯からなる歯列が存在する。鰓篩数は27から40、椎骨数は24である。
本種の体色は銀色であり、背部はより灰色を帯び腹部はより白みがかっている。体側には薄く暗い斜めの帯が6本から7本みられることがある。鰓蓋には黒い帯が入り他に斑などは入らない。大型の成魚は側面に小さな黄色の斑が入ることがあることが知られている。尾鰭、第二背鰭、臀鰭は暗い色であり、腹鰭の前部、臀鰭の後部の縁は白色である。胸鰭は薄い白色である。

## 分布

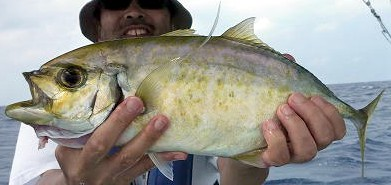
インドカイワリは釣り人によって捕獲されることがある

インド洋と西太平洋の熱帯、亜熱帯域に広く生息する。生息域は南アフリカ、紅海を含むがペルシャ湾は含まず、東はインド、東南アジアへと広がる。生息の南限はオーストラリアのクイーンズランド州ヨーク岬半島であり、太平洋のマーシャル諸島、フィジー、サモアでもみられる。捕獲の記録の北限は日本である。
日本においては琉球列島でみられる。
ラグーンや、岩礁・サンゴ礁の外縁などの浅い海域で留まっていることが多いが、外洋のより深いサンゴ礁や岩礁にも生息することがある。

## 生態
単独で、あるいは小さな群れを作って泳ぐ。俊敏な肉食魚であり、小型の魚や底生の甲殻類を主に捕食する。繁殖や成長過程についての研究はなされていない。

## 人間との関係
インドカイワリは生息域の全域において、漁業においてあまり重要な種ではない。他の種を主対象とした漁業で混獲されたり、零細漁業において漁獲されることがある。トロール漁などの様々な漁法で捕獲されるほか、釣り人によって捕獲されることもある。食用になる。